# Black Rain (label)
Black Rain is een in 1998/1999 opgericht Duits platenlabel dat zich voornamelijk richt op het gothic scene. Bands die getekend hebben zitten voornamelijk in de EBM, darkelectro, industrial en het avant-garde genre.
Vanwege haar tienjarig bestaan deed zij in 2009 een toer door Europa. Op 27 februari 2009 deden ze Utrecht aan.

## Naam
De naam Black Rain (zwarte regen) moet meer als metafoor worden gezien dan als gewoon een samenstelling van zwart en regen. Het is een ongewoon zware ondoordringbare regen die alles beïnvloedt en waaraan men zich niet onttrekken kan.

## Sublabels
Het platenlabel heeft diverse sublabels zoals Noitekk, Ars Musica Diffundére en Firezone Records.

## Bands
In het onderstaande overzicht staan bekende bands die bij Black Rain horen.
| Band                | Herkomst            | Genre(s)                            |
| ------------------- | ------------------- | ----------------------------------- |
| Amateur God         | Slovenië            | darkelectro, avantgarde             |
| Atomic Neon         | Duitsland           | coldwave                            |
| Brillig             | Australië           | wave pop                            |
| Cyborg Attack       | Duitsland           | old skool EBM                       |
| Feindflug           | Duitsland           | electro, industrial                 |
| IWR                 | Israël              | darkelectro                         |
| Jabberwock          | Frankrijk           | electrorock                         |
| Jesus And The Gurus | Zwitserland         | gothic rock, darkfolk, gothic metal |
| Killing Ophelia     | Verenigd Koninkrijk | darkelectro                         |
| Lamia               | Argentinië          | darkelectro, middeleeuwse muziek    |
| Reliquary           | USA                 | gothic rock                         |
| The Pussybats       | Duitsland           | alternatieve rock                   |
| This Vale Of Tears  | België              | gothic rock                         |
| Tyske Ludder        | Duitsland           | old skool EBM, darkelectro          |
| Vigilante           | Chili               | industrial rock                     |
| Violent Entity      | Verenigde Staten    | old skool EBM, darkelectro          |